# Maniaiti / Benneydale
Maniaiti / Benneydale – miejscowość w Nowej Zelandii, na Wyspie Północnej, w regionie Waikato. W 2023 roku liczyła 237 mieszkańców.